# 沟赵镇
沟赵乡，是中国河南省郑州市高新区下辖的一个乡镇级行政单位。

## 行政区划
沟赵乡共辖以下地区：
堂李村、榆林村、郭村、庄王村、西连河村、东连河村、沟赵村、大谢村、东史马村、丁楼村、师新庄村、枣陈村、岗崔村、朱砦村、任砦村、牛砦村、水牛张村、祥营村、张五砦村、赵村、贾庄村、郭庄村。
Template:郑州市高新区行政区划